# Aberració esfèrica

Mecanisme de l'aberració esfèrica.

L'aberració esfèrica és un tipus d'aberració òptica. És provocada pel fet que els rajos de llum que travessen el sistema lluny de l'eix (rajos perifèrics) tenen una distància focal diferent dels rajos que travessen el sistema prop de l'eix (rajos paraxials).
D'aquesta manera la imatge d'un punt no és un punt sinó una taca circular. És possible trobar una distància a la qual aquesta taca circular presenta una àrea mínima, que rep el nom de cercle de mínima confusió.